# Дезерт Еџ (Калифорнија)
Дезерт Еџ (енгл. Desert Edge) насељено је место без административног статуса у америчкој савезној држави Калифорнија.

## Демографија
По попису из 2010. године број становника је 3.822.
| Група             | 2000.    | 2010.         |
| Белци             | 0 (0,0%) | 2.502 (65,5%) |
| Афроамериканци    | 0 (0,0%) | 14 (0,4%)     |
| Азијати           | 0 (0,0%) | 28 (0,7%)     |
| Хиспаноамериканци | 0 (0,0%) | 1.220 (31,9%) |
| Укупно            | 0        | 3.822         |